# Abel Dufresne
Abel Jean Henri Dufresne (Étampes, 8 novembre 1788 – 1862) è stato un magistrato, letterato e pittore francese.

## Biografia
Figlio del naturalista Jean-Nicolas Dufresne (che prese parte come cronista alla spedizione di Jean-François de La Pérouse, sbarcando a Macao il 1º febbraio 1787), Abel Dufresne, compì i suoi studi di Diritto nella capitale e fu ammesso al Foro di Parigi e nominato giudice supplente del Tribunale del Dipartimento della Senna durante il periodo dei Cento Giorni. Ma con la "Seconda Restaurazione" perse ogni qualifica e iniziò pertanto lo studio della pittura, frequentando gli atelier di due noti pittori paesaggisti: Jean-Victor Bertin e Louis Étienne Watelet.
Nel 1817 e nel 1819 espose alcune tele al "Salon du Musée royal des arts". Nel medesimo tempo pubblicò una serie di testi di educazione e di morale che ebbero un vivo successo e furono tradotti in numerose lingue. Dopo la rivoluzione del 1830 venne però reintegrato nella magistratura e divenne procuratore generale a Bastia e a Metz, quindi primo presidente della Corte d'Appello di Besançon.
Abel Dufresne sposò Alexandrine Carré, dalla quale ebbe un figlio, Alexandre Dufresne de Saint-Léon (1820-1903), che fu Ispettore generale dell'Università e scultore.
Nel 1878 Papa Pio IX lo nominò primo Conte romano e di Saint-Léon.

## Scritti vari
- Les Douceurs de la vie, ou les Petites félicités qui s'y rencontrent à tout moment (1816)
- Le Monde et la retraite, ou Correspondance de deux jeunes amies (2 volumi, 1817)
- Samuel d'Harcourt, ou l'Homme de lettres (2 volumi, 1820)
- Contes à Henriette (1822)
- Nouveaux contes à Henriette (1824)
- Pensées, maximes et caractères (1826)
- Leçons de morale pratique, à l'usage des classes industrielles (1826)
- Contes à Henri (1828)
- Agenda moral des enfants, ou Moyens d'embellir la vie (1829). Riedito con il titolo: L'Art de fixer les souvenirs, ou Choix de pensées, conseils, proverbes et maximes à l'usage de la jeunesse (1840)
- Nouveaux contes à Henri (1835)
- Le Livre du pauvre (1854)